# Neorić
Neorić falu Muć községben Horvátországban Split-Dalmácia megyében. 

## Fekvése
Split központjától légvonalban 19, közúton 31 km-re északra, községközpontjától légvonalban 5, közúton 7 km-re délkeletre, a Dalmát Zagora központi részén fekszik. Délről a Moseć-, északról a Svilaja-, keletről a Visočnica-, nyugatról pedig a Plišivica-hegység határolja. A településen átfolyik a Sutina-patak, mely később a Cetinába torkollik. Határának nyugati részét a hosszúkás és termékeny talajú Mući mező képezi, melyet a Čikola-folyóba torkolló a Vrba-patak vize öntöz. 

## Története
A település neve az azonos nevű horvát nemzetség nevéből származik. Középkori írásos források a nemzetség több tagját is megnevezik. Így 1203 után említik Orša Neorićot, 1270 körül Koren és Bogdan Neorićot, majd később Marin, Jurša és Cipronja Neorićot is. A nemzetség lakóhelye volt a falu feletti magaslaton emelt Neorić vára, melynek jelentősége a török veszély fokozódásával nőtt meg. 1537-ben elesett a közeli Klissza vára és ezután Neorić sem tarthatta sokáig magát. 1538-ban ez a vár is török kézre került. Ezután a nemzetség több tagja a török ellen kemény harcot folytató  uszkókokhoz csatlakozott. 1540-ben Zenggben említik például Juraj Neorićot. A 150 évig tartó török uralom után a ferencesek Boszniából és Hercegovinából telepítettek be új lakosságot. Önálló plébániáját 1713-ban alapították. 1718-ban a mući területen végzett egyházlátogatása során Cupilli érsek Muć település után Neorićot is megemlíti, mely abban az időben Podneorić néven volt ismert. 1797-ben a Velencei Köztársaság megszűnésével a település a Habsburg Birodalom része lett. 1806-ban Napóleon csapatai foglalták el és 1813-ig francia uralom alatt állt. Napóleon bukása után ismét Habsburg uralom következett, mely az első világháború végéig tartott. A falunak 1857-ben 587, 1910-ben 837 lakosa volt. Az első világháború után rövid ideig az Olasz Királyság, ezután a Szerb-Horvát-Szlovén Királyság, majd Jugoszlávia része lett. A második világháború idején olasz csapatok szállták meg. A háború után a település a szocialista Jugoszlávia része lett. 1991-től a független Horvátországhoz tartozik. Lakossága 2011-ben 883 fő volt. 

## Lakosság
| Lakosság változása | Lakosság változása | Lakosság változása | Lakosság változása | Lakosság változása | Lakosság változása | Lakosság változása | Lakosság változása | Lakosság változása | Lakosság változása | Lakosság változása | Lakosság változása | Lakosság változása | Lakosság változása | Lakosság változása | Lakosság változása |
| ------------------ | ------------------ | ------------------ | ------------------ | ------------------ | ------------------ | ------------------ | ------------------ | ------------------ | ------------------ | ------------------ | ------------------ | ------------------ | ------------------ | ------------------ | ------------------ |
| 1857               | 1869               | 1880               | 1890               | 1900               | 1910               | 1921               | 1931               | 1948               | 1953               | 1961               | 1971               | 1981               | 1991               | 2001               | 2011               |
| 587                | 623                | 667                | 703                | 731                | 837                | 837                | 990                | 937                | 950                | 834                | 1.028              | 920                | 893                | 871                | 883                |

## Nevezetességei
- A Mindenszentek tiszteletére szentelt plébániatemplomát 1897-ben építették. Kőből épített egyhajós épület, Homlokzatának közepén nagyméretű rózsaablakkal, oromzatán keskeny harangtoronnyal, melyben egy harang található. Építésének századik évfordulója alkalmából kívül-belül felújították.[2]
- Közelében a temetőben áll a település régi, azonos titulusú plébániatemploma, melyet 1701-ben építettek. 2001-ben ünnepelték fennállásának háromszázadik évfordulóját, mely alkalomból megújították.[2]
- Neorić középkori várának maradványai a falu feletti magaslaton.

## Oktatás
A településnek 1934-ig nem volt iskolája, néhány itteni gyermek a gornji mući iskolába járt. A nagy távolság miatt a helyi lakosok már régóta szorgalmazták egy új iskolaépület felépítését. Az építés 1928-ban kezdődött és csak 1934-ben fejeződött be. A falu első tanítónője Darinka Rogošić volt. A II. világháború idején 1941 és 1945 között a tanítás szünetelt. 1945-ben négy osztályban indult meg újra a tanítás. 1954-től pedig már hatosztályosként, 1955-től pedig nyolcosztályosként működött az iskola. A mai iskolaépület építési munkái 1969 februárjában indultak meg és 1971. december 22-én nyitotta meg kapuit. Neorićon kívül a szomszédos Sutina tanulói is ide járnak.